# Pervan Donji
Pervan Donji je naselje v mestu Banjaluka, Bosna in Hercegovina. 

## Deli naselja
Arnaučani, Dragojevići, Gornji Savići, Jovaševići, Kosići, Kosovi, Ljubičići, Mitrovići, Mušići, Pervan Donji, Ritani, Umjenovići in Vukajlovići.

## Prebivalstvo
| Pregled števila prebivalcev po letih | Pregled števila prebivalcev po letih | Pregled števila prebivalcev po letih | Pregled števila prebivalcev po letih | Pregled števila prebivalcev po letih | Pregled števila prebivalcev po letih |
| ------------------------------------ | ------------------------------------ | ------------------------------------ | ------------------------------------ | ------------------------------------ | ------------------------------------ |
| 1948                                 | 1953                                 | 1961                                 | 1971                                 | 1981                                 | 1991                                 |
| -                                    | -                                    | 949                                  | 876                                  | 802                                  | 672                                  |

| Narodna sestava prebivalstva po letih                                                                                      | Narodna sestava prebivalstva po letih                                                                                       | Narodna sestava prebivalstva po letih                                                                                      |
| --- | --- | --- |
| 1971 | 1981 | 1991 |
| . skupaj: 876 Srbi 872 (99,54 %) Hrvati 0 (0,00 %) Muslimani 0 (0,00 %) Jugoslovani 1 (0,11 %) drugi in neznano 3 (0,34 %) | . skupaj: 802 Srbi 771 (96,13 %) Hrvati 2 (0,24 %) Muslimani 2 (0,24 %) Jugoslovani 24 (2,99 %) drugi in neznano 3 (0,37 %) | . skupaj: 672 Srbi 664 (98,80 %) Hrvati 2 (0,29 %) Muslimani 1 (0,14 %) Jugoslovani 1 (0,14 %) drugi in neznano 4 (0,59 %) |